# Pisa Sporting Club 1975-1976
Questa voce raccoglie le informazioni riguardanti il Pisa Sporting Club nelle competizioni ufficiali della stagione 1975-1976.

## Rosa
| N. |                   | Ruolo | Calciatore          |
| -- | ----------------- | ----- | ------------------- |
|    | Italia (bandiera) | C     | Antonio Baldoni     |
|    | Italia (bandiera) | C     | Giovanni Botteghi   |
|    | Italia (bandiera) | C     | Luigi Cappanera     |
|    | Italia (bandiera) | A     | Maurizio Frendo     |
|    | Italia (bandiera) | D     | Francesco Gabrielli |
|    | Italia (bandiera) | A     | Luca Gabriellini    |
|    | Italia (bandiera) | D     | Enzo Giani          |
|    | Italia (bandiera) | A     | Stefano Giannessi   |
|    | Italia (bandiera) | P     | Corrado Leardi      |
|    | Italia (bandiera) | D     | Massimo Luperini    |
|    | Italia (bandiera) | C     | Aldo Piccoli        |

| N. |                   | Ruolo | Calciatore          |
| -- | ----------------- | ----- | ------------------- |
|    | Italia (bandiera) | A     | Giancarlo Pulitelli |
|    | Italia (bandiera) | D     | Fabrizio Rapalini   |
|    | Italia (bandiera) | C     | Massimo Rastelli    |
|    | Italia (bandiera) | A     | Daniele Rossi       |
|    | Italia (bandiera) | A     | Bruno Russo         |
|    | Italia (bandiera) | D     | Agostino Schiaretta |
|    | Italia (bandiera) | D     | Maurizio Scotto     |
|    | Italia (bandiera) | P     | Pietro Tomei        |
|    | Italia (bandiera) | A     | Nevio Vinciarelli   |
|    | Italia (bandiera) | A     | Maurizio Zanotti    |
|    | Italia (bandiera) | C     | Vladimiro Zunino    |